# Raymond Orteig
Raymond Orteig (29. ledna 1870 Louvie-Juzon, Francie – 6. června 1939 New York) byl americký podnikatel, hoteliér francouzského původu.
V roce 1919 nabídl vyplacení 25 000 dolarů za první nepřerušený přelet Atlantského oceánu z New Yorku do Paříže – Orteigovu cenu.
Narodil se v jižní Francii, ale záhy (v roce 1882) se s rodiči přestěhoval do New Yorku. Zde začínal jako „poskok“ v restauraci, ale zanedlouho se vypracoval na majitele dvou hotelů – hotelu Lafayette a Brevoort hotelu v Greenwich Village na Manhattanu.
Orteig nabídl vyplacení ceny v roce 1919 po návštěvě večírku pořádaného na počest amerického leteckého esa Eddieho Rickenbackera, kde se v duchu francouzsko-amerického přátelství hodně hovořilo o době, kdy obě země budou spojeny pravidelnou leteckou linkou. K vypsání ceny Orteiga přiměly také kontakty s francouzskými letci, členy mise vyslané do USA v letech první světové válka, která měla pomoci vybudovat americké vojenské letectvo.
Jeho finanční podpora a četné charitativní aktivity z něj učinily vedoucí postavu francouzské komunity v New Yorku, což vedlo i k tomu, že získal hodnost rytíře Řádu čestné legie.
Cenu jím poskytnutou nakonec získal v roce 1927 Charles Lindbergh.
Raymond Orteig zemřel 6. června 1939 ve „Francouzské nemocnici“ v New Yorku po dlouhé nemoci. Jeho pohřbu se zúčastnilo 500 lidí.